# Johannes Wosnik
Johannes Wosnik (* 24. August 1902 in Berlin; † 2. Mai 1974 in Düsseldorf) war ein deutscher Beamter.

## Werdegang
Wosnik studierte an der Technischen Hochschule Berlin und schloss als Diplom-Ingenieur ab. Im Wintersemester 1920 trat er hier der katholischen Studentenverbindung W.K.St.V. Unitas Carolingia bei. Von 1946 bis 1967 war er Präsident der Oberpostdirektion Düsseldorf.
Er war ab 1948 Herausgeber der Nachrichtentechnischen Zeitschrift und Autor zahlreicher nachrichtentechnischer Fachberichte. Zudem engagierte er sich von 1948 bis 1969 als Vorsitzender des Düsseldorfer Katholikenausschuss sowie ab 1958 im Kuratorium des Marienhospitals in Düsseldorf.

## Ehrungen
- 1967: Großes Verdienstkreuz der Bundesrepublik Deutschland
- Komtur des Ritterordens vom Heiligen Grab
- Komtur des Gregoriusordens